# José del Pozo
José del Pozo, né vers 1757 à Séville et mort vers 1821 à Lima, est un peintre espagnol principalement connu pour avoir participé à l'Expédition Malaspina. Il est le fils de María Ximénez et du peintre Pedro del Pozo, un élève de Bernabé Ximénez de Illescas (1613-1671). Pedro del Pozo, en 1775, est nommé directeur de la Real Escuela de Bellas Artes de Séville par son ami Francisco de Bruna y Ahumada, membre du Conseil de Castille. Le jeune José del Pozo étudie dans cette école des beaux-arts, puis lorsque son père est assassiné, le 16 octobre 1785, il est nommé concierge le l'institution.

## Expédition Malaspina
En 1789, Alessandro Malaspina, avant de lever l'ancre depuis Cadix, demande à Francisco de Bruna de lui trouver un jeune peintre pour l'accompagner dans son expédition scientifique autour du monde. De Bruna lui recommande José del Pozo qui embarque avec l'expédition le 30 juillet 1789. La première escale a lieu dans le port de Montevideo. Là les peintres de l'expédition réalisent des dessins d'espèces végétales et animales de la région, qui sont actuellement conservés au Museo Naval de Madrid. Certains sont signés, deux d'entre eux, représentant des plantes, sont de la main de Pozo. Dans le même musée, on trouve un témoignage de l'étape suivante, deux aquarelles de Puerto Deseado, par Pozo. Sans doute les premières peintures réalisées en Argentine et représentant un paysage. Un autre dessin, de Pozo, représente un groupe d'indigènes de Puerto Deseado discutant sur la plage avec des officiers de l'expédition. Il réalise aussi les portraits, de certains de ces autochtones, qui vont être envoyés au roi d'Espagne, depuis le port de Callao. Ce sont ensuite des paysages et des portraits d'habitants de la Patagonie, que réalise Pozo. Les études qu'il réalise sur ces tribus contribuent à dispenser une meilleure connaissance des peuples de la péninsule. Ce sont ensuite le port de Talcahuano, fin février 1790, Concepción, le 4 mars, Valparaíso puis Santiago,.

## Lima
Malgré le soutien d'Alejandro Malaspina, pour des raisons assez obscures, José del Pozo est congédié par l'expédition et débarqué dans le port de Callao. Cependant, le nouveau vice-roi du pérou Francisco Gil de Taboada est une connaissance de Pozo, qui décide de rester à Lima plutôt que de rentrer en Espagne. Il fonde une école de peinture et se consacre à la réalisation de portraits des nobles et notables locaux, ainsi que des peintures religieuses, avant sa mort, en 1821, à Lima,.